# Cambarus bouchardi
Cambarus bouchardi är en kräftdjursart som beskrevs av Hobbs 1970. Cambarus bouchardi ingår i släktet Cambarus och familjen Cambaridae. IUCN kategoriserar arten globalt som nära hotad. Inga underarter finns listade i Catalogue of Life.